# إيسولا ديلي فيميني
إيسولا ديلي فيميني (بالإيطالية: Isola delle Femmine)‏ هي بلدية في مقاطعة باليرمو في صقلية الإيطالية.

## السكان
في سنة 1861 بلغ عدد السكان 1٬352 نسمة، وتطور العدد ليصل في سنة 2011 لـ 7٬100 نسمة.
يظهر هذا المخطط البياني تطور النمو السكاني لـ إيسولا ديلي فيميني

## توأمة
لإيسولا ديلي فيميني اتفاقيات توأمة مع:
- بيتسبرغ